# Oecetis londuca
Oecetis londuca är en nattsländeart som beskrevs av G. Marlier 1965. Oecetis londuca ingår i släktet Oecetis och familjen långhornssländor. Inga underarter finns listade i Catalogue of Life.